# Wasilij Gordow
Wasilij Nikołajewicz Gordow (ros. Василий Николаевич Гордов, ur. 30 listopada?/12 grudnia 1896 we wsi Matwiejewka, zm. 24 sierpnia 1950 w Moskwie) – Rosjanin, radziecki wojskowy, generał pułkownik. Służył podczas obu wojen światowych i wojny domowej w Rosji. Padł ofiarą powojennych represji stalinowskich w ZSRR.

## Życiorys

### Wczesna kariera
Urodził się we wsi Matwiejewka (współcześnie jest to rejon mienzieliński – Tatarstan) w rodzinie chłopskiej.
Od 1915 roku służył w armii rosyjskiej, uczestniczył w I wojnie światowej, uzyskując starszy stopień podoficerski.
Podczas rewolucji w 1917 roku wziął udział w formowaniu oddziałów Czerwonej Gwardii spośród żołnierzy Frontu Zachodniego. W 1918 roku wstąpił do Armii Czerwonej, a także partii komunistycznej. Uczestniczył w wojnie domowej jako dowódca plutonu, następnie kompanii, batalionu i w końcu pułku strzelców na Froncie Zachodnim i Wschodnim. Brał udział w walkach z oddziałami N. Machno na Ukrainie, a także w wojnie z Polską.
Po wojnie domowej pozostał w Armii Czerwonej, służąc m.in. jako zastępca dowódcy pułku. W latach 1925–1926 był wysłany jako instruktor do armii mongolskiej. W 1927 roku ukończył kurs dowódców „Wystrieł”, a następnie w 1932 roku Akademię Wojskową im. Frunzego. Po ukończeniu akademii, w latach 1933–1935 był szefem sztabu Moskiewskiej Szkoły Piechoty, a potem szefem sztabu 18 Dywizji Strzeleckiej. Od lipca 1937 do lipca 1939 był dowódcą 67 Dywizji Strzeleckiej, potem szefem sztabu Kalinińskiego Okręgu Wojskowego.

### II wojna światowa
Brał udział w planowaniu wojny z Finlandią i w samej wojnie jako szef sztabu 7 Armii, lecz już 6 grudnia 1939 został usunięty ze stanowiska za nieudolność. Służył następnie od 1940 jako szef sztabu Nadwołżańskiego Okręgu Wojskowego.
Po ataku na ZSRR był szefem sztabu 21 Armii od czerwca do września 1941 roku, z przerwą w sierpniu 1941, kiedy objął dowództwo tej armii. Ponownie był dowódcą 21 Armii od października 1941 do czerwca 1942 roku, w składzie Frontu Briańskiego i Frontu Południowo-Zachodniego. Od 23 lipca do 12 sierpnia 1942 roku był dowódcą Frontu Stalingradzkiego, z którego to stanowiska został odwołany za błędy w czasie walk na przedpolach Stalingradu.
Następnie od października 1942 roku był dowódcą 33 Armii Frontu Zachodniego (w październiku 1943 roku tej armii podporządkowano polską 1 Dywizję Piechoty). W dniu 9 września 1943 roku został mianowany generałem pułkownikiem. Armią tą dowodził do marca 1944, a następnie 2 kwietnia został dowódcą 3 Gwardyjskiej Armii 1 Frontu Ukraińskiego, którą dowodził do końca II wojny światowej. Dowodzona przez niego armia wraz z innymi armiami zajęła 15 stycznia 1945 Kielce, 17 stycznia sforsowała Pilicę i Wartę, 18 stycznia zajęła Skarżysko-Kamienną, 20 stycznia brała udział w okrążeniu 17-tysięcznego zgrupowania wroga pod Opocznem, a 28 stycznia dotarła do Odry, którą następnie sforsowała. W dniu 6 kwietnia 1945 roku nagrodzony tytułem Bohatera Związku Radzieckiego.

### Po II wojnie światowej
W czerwcu 1945 roku został dowódcą Nadwołżańskiego Okręgu Wojskowego, funkcję tę pełnił do listopada 1946. 12 stycznia 1947 roku został aresztowany pod zarzutem zdrady stanu (wraz z podkomendnymi generałami G. Kulikiem i F. Rybałczenko), z powodu prowadzenia krytycznych rozmów o Stalinie i przywództwie partii. Zarzucano mu tworzenie organizacji kontrrewolucyjnej i przygotowania do zamachu terrorystycznego przeciwko radzieckiemu przywództwu. Następnie w dniu 24 sierpnia 1950 roku wyrokiem Sądu Najwyższego ZSRR skazany na karę śmierci przez rozstrzelanie. Wyrok wykonano tego samego dnia w Więzieniu Lefortowskim w Moskwie.
W dniu 11 kwietnia 1956 roku Sąd Najwyższy ZSRR unieważnił wyrok z 1950 roku i zrehabilitował skazanych w tym procesie generałów.
W maju 1951 pośmiertnie pozbawiono go tytułu Bohatera Związku Radzieckiego i odznaczeń, 5 lipca 1960 przywrócono tytuł i odznaczenia.
W latach 1946–1950 był deputowanym do Rady Najwyższej ZSRR.

## Awanse
- pułkownik (1935)
- kombrig (1939)
- generał major (4 czerwca 1940[1] – w związku z reformą stopni wojskowych)
- generał porucznik (22 lipca 1942)[1]
- generał pułkownik (9 września 1943)[4]

## Odznaczenia
- Bohater Związku Radzieckiego (1945)
- Order Lenina (dwukrotnie: oba 1945)
- Order Czerwonego Sztandaru (trzykrotnie: 1921, 1942, 1944)
- Order Kutuzowa kl. I (1943)
- Order Suworowa kl. I (trzykrotnie: 1943, 1944, 1945)
- Order Czerwonej Gwiazdy (1941)
- medale, m.in.:
  - Medal „Za obronę Stalingradu”
  - Medal „Za zdobycie Berlina”
  - Medal „Za zwycięstwo nad Niemcami w Wielkiej Wojnie Ojczyźnianej 1941–1945”